# Ghilarovizetes longisetosus
Ghilarovizetes longisetosus är en kvalsterart som först beskrevs av Hammer 1952.  Ghilarovizetes longisetosus ingår i släktet Ghilarovizetes och familjen Ceratozetidae. Inga underarter finns listade i Catalogue of Life.